# Khalid bin Bandar bin Sultan Al Sa'ud
Khālid bin Bandar bin Sulṭān Āl Saʿūd (in arabo الأمير خالد بندر بن سلطان بن عبدالعزيز آل سعود‎?; Parigi, 1977) è un principe, diplomatico e imprenditore saudita, membro della famiglia reale Āl Saʿūd.

## Formazione
Nato a Parigi nel 1977, ha studiato all'Eton College e poi al Pembroke College di Oxford dove si è laureato in studi orientali. In seguito è entrato nella Reale accademia militare di Sandhurst dove ha ottenuto il grado di ufficiale. Ha poi seguito un corso post laurea alla Fletcher School of Law and Diplomacy.

## Carriera
Khalid bin Bandar ha iniziato la sua carriera professionale nel dipartimento per gli affari politici dell'ONU a New York. Ha poi lavorato per tre anni come consigliere dell'ambasciatore saudita a Washington. È presidente esecutivo della holding Dayım, fondata nel 2006. È anche direttore generale ad interim della compagnia Al Hama, una società di vendita al dettaglio con sede in Arabia Saudita, e presidente di Byblos Real Estate Development Company con sede negli Emirati Arabi Uniti.
Nel giugno 2017 è stato nominato ambasciatore in Germania. Nel marzo 2019 è entrato in carica come ambasciatore nel Regno Unito.

## Vita personale
Dal 1998 al 2001 è stato legato sentimentalmente a Vanessa Trump, poi moglie di Donald Trump Jr., figlio dell'imprenditore e presidente degli Stati Uniti Donald Trump, dal 2005 al 2018. I due interruppero la relazione dopo gli attentati dell'11 settembre 2001, quando emersero notizie circa potenziali legami indiretti tra il padre di bin Bandar, Bandar bin Sultan al Sa'ud e alcuni dirottatori coinvolti negli attacchi terroristici.
Nel marzo del 2011 a Oxford ha sposato in una cerimonia alla presenza di una manciata di ospiti Lucy Caroline Cuthbert (nata nel 1982), nipote materna del duca di Northumberland.